# Carabus olympiae
Carabus olympiae (Sella, 1855) è un raro coleottero carabide, endemico della Valsessera in Piemonte.
L'epiteto specifico è un omaggio dell'entomologo Eugenio Sella alla cugina Olimpia, che nel 1854 raccolse un esemplare di questo coleottero, poi descritto come una nuova specie.

## Descrizione
Gli esemplari adulti misurano tra i 3 e i 4 cm di lunghezza e sono caratteristici per la livrea verde smeraldo che presenta riflessi iridescenti e bluastri, a volte con sfumature tendenti al rosso.

## Biologia
Gli adulti sono attivi tra giugno e settembre e trascorrono il lungo inverno alpino in ibernazione.

### Alimentazione
Si nutrono di piccoli invertebrati, in particolare di chiocciole dei generi Helix e Arianta e di limacce dei generi Arion e Limax.

### Riproduzione
La deposizione delle uova avviene ad inizio estate. Le larve impiegano circa 6 settimane per raggiungere il terzo stadio, prima di impuparsi e trascorrere l'inverno allo stadio pupale.

## Distribuzione e habitat

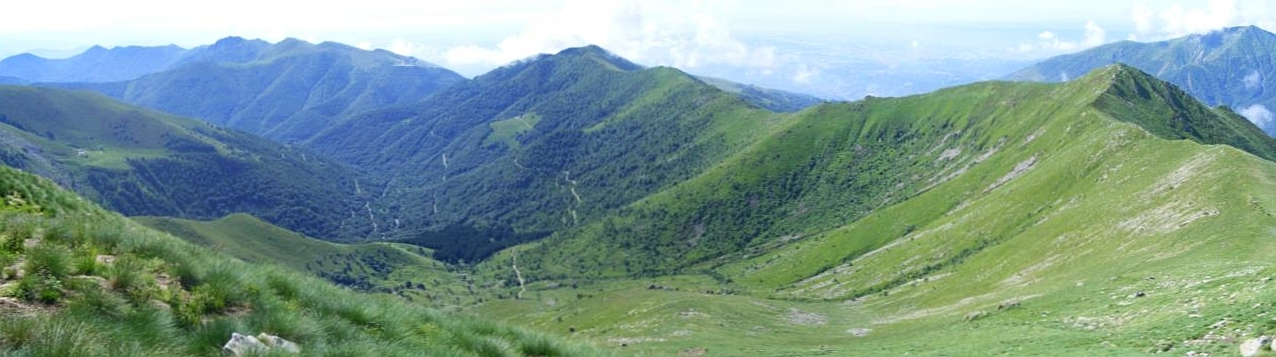
Panorama della Valsessera.

La specie è endemica delle Alpi Biellesi e, in particolare, della Valsessera.

Esso è inoltre presente in Francia, dove alcuni esemplari allevati a partire dal ceppo originario sono stati rilasciati in natura.

## Conservazione
Dopo la sua scoperta la specie fu oggetto di una intensa raccolta da parte dei collezionisti che ne ridusse la consistenza fino a farla considerare estinta. Alcuni entomologi avevano però nel frattempo allevato l'animale in cattività reintroducendolo poi in alcune località dell'arco alpino; inoltre, nel secondo dopoguerra, il carabide è stato ritrovato in altre stazioni della Valsessera.
La sua raccolta è oggi stata totalmente vietata ma la specie è tuttora considerata vulnerabile; la principale minaccia alla sua conservazione sono possibili trasformazioni degli habitat.
Parte del suo areale ricade all'interno dell'Oasi Zegna.